# Stefan Sarnowski (zm. 1678)
Stefan Sarnowski herbu Jastrzębiec (zm. w 1678 roku) – podkomorzy łęczycki w latach 1668–1678, chorąży mniejszy łęczycki w latach 1663–1668, marszałek sejmu abdykacyjnego 1668 roku.
Poseł sejmiku łęczyckiego na sejm 1658, sejm 1659, sejm 1662 roku, sejm 1664/1665 roku, sejm 1665 roku, drugi sejm 1666 roku, sejm 1667 roku, sejm nadzwyczajny 1668 roku, sejm nadzwyczajny (abdykacyjny) 1668 roku. Na sejmie abdykacyjnym 16 września 1668 roku podpisał akt potwierdzający abdykację Jana II Kazimierza Wazy. Poseł na sejm konwokacyjny 1668 roku z województwa łęczyckiego. Był członkiem konfederacji generalnej zawiązanej 5 listopada 1668 roku na tym sejmie. 
Był elektorem Michała Korybuta Wiśniowieckiego z województwa łęczyckiego w 1669 roku, podpisał jego pacta conventa. Poseł na sejm nadzwyczajny 1670 roku z województwa łęczyckiego. W 1674 roku był elektorem Jana III Sobieskiego z województwa łęczyckiego. 
Poseł na sejm koronacyjny 1676 roku. Poseł na sejm grodzieński 1678–1679 roku. Poseł na sejm 1677 roku z nieznanego sejmiku.